# Alec Cheyne
Alexander George Cheyne (Glasgow, 28 aprile 1907 – 5 luglio 1983) è stato un calciatore e allenatore di calcio scozzese. È ricordato soprattutto per aver segnato il gol decisivo nella partita Scozia-Inghilterra valida per il Torneo Interbritannico 1929.

## Carriera
Cheyne iniziò come professionista per l'Aberdeen nel 1925. Durante la sua permanenza nella città scozzese divenne un idolo locale e i suoi gol furono di gran aiuto per l'Aberdeen. Nel 1930, passò al Chelsea di David Calderhead per una cifra di 6000 sterline e dimostrò il suo talento come attaccante giocando al fianco di Hughie Gallacher e Alex Jackson. Nel 1932 si trasferì in Francia nel Nîmes Olympique e due anni dopo tornò al Chelsea dove concluse la carriera nel 1936. Nel 1949 tornò nel mondo del calcio come allenatore dell'Arbroath, ma senza avere successo.
Cheyne fu convocato 5 volte per la Nazionale scozzese dove segnò in tutto 4 gol. Fu autore di una tripletta contro la Norvegia e di un gol direttamente da calcio d'angolo contro l'Inghilterra con il quale la Scozia vinse il Torneo Interbritannico 1929.